# Otsu Yosei
Otsu Yosei (大津 耀誠 Otsu Yosei, sinh ngày 7 tháng 8 năm 1995 ở Osaka) là một cầu thủ bóng đá người Nhật Bản thi đấu cho SC Sagamihara.

## Sự nghiệp thi đấu
Otsu Yosei gia nhập câu lạc bộ tại J2 League; Thespakusatsu Gunma năm 2014. Năm 2016, anh chuyển đến câu lạc bộ J3 League; Oita Trinita.

## Thống kê câu lạc bộ
Cập nhật đến ngày 23 tháng 2 năm 2017.
| Thành tích câu lạc bộ | Thành tích câu lạc bộ | Thành tích câu lạc bộ | Giải vô địch | Giải vô địch | Cúp                   | Cúp                   | Tổng cộng | Tổng cộng |
| Mùa giải              | Câu lạc bộ            | Giải vô địch          | Số trận      | Bàn thắng    | Số trận               | Bàn thắng             | Số trận   | Bàn thắng |
| Nhật Bản              | Nhật Bản              | Nhật Bản              | Giải vô địch | Giải vô địch | Cúp Hoàng đế Nhật Bản | Cúp Hoàng đế Nhật Bản | Tổng cộng | Tổng cộng |
| --------------------- | --------------------- | --------------------- | ------------ | ------------ | --------------------- | --------------------- | --------- | --------- |
| 2014                  | Thespakusatsu Gunma   | J2 League             | 10           | 1            | 1                     | 0                     | 11        | 1         |
| 2015                  | Thespakusatsu Gunma   | J2 League             | 6            | 0            | 1                     | 1                     | 7         | 1         |
| 2016                  | Oita Trinita          | J3 League             | 9            | 1            | 0                     | 0                     | 9         | 1         |
| Tổng cộng sự nghiệp   | Tổng cộng sự nghiệp   | Tổng cộng sự nghiệp   | 25           | 2            | 2                     | 1                     | 27        | 3         |